# Конрад Иврейский
Конрад Конон (итал. Corrado Conone; умер в 998/1001) — маркграф Ивреи с 970 года, герцог Сполето и Камерино с 996 года, представитель Иврейской династии.

## Биография
Конрад родился ок. 941/943 и был третьим сыном Беренгара II и Виллы Тосканской. Он вступил во владение Иврейским маркграфством после того, как его старший брат Адальберт II потерпел поражение в борьбе с германским королём Оттоном I и был вынужден бежать в Бургундию.
Согласно «Gesta Mediolanensium», Конрад, в отличие от отца и братьев, ещё в молодости встал на сторону германского короля Оттона I и за это в 957 был назначен графом Милана и владел этим городом до 961 года.
Не позднее 987 года Конрад женился на Рихильде, дочери Туринского маркграфа Ардуина Глабера.
Около 990 года он по неизвестной причине уступил Иврею Ардуину, сыну графа Помбии (возможно, своему родственнику).
В 990-е годы маркграфу Тосканы Уго I Великому удалось объединить под своей властью всю центральную Италию. Этим он вызвал неудовольствие императора Оттона III. В результате Оттон передал Конраду Иврейскому одно из владений Уго — герцогство Сполето.